# Victory Road (2024)
Pour les articles homonymes, voir Victory Road.
L'édition 2024 de Victory Road est un Pay-per-view de catch (lutte professionnelle) produit par la promotion américaine Total Nonstop Action Wrestling. L'événement a eu lieu le 13 septembre 2024 au Templelive Cleveland Masonic à Cleveland (Ohio). Il s'agit de la 18e édition de Victory Road.

## Contexte
Les spectacles de la Total Nonstop Action Wrestling sont constitués de matchs aux résultats prédéterminés par les scénaristes de la compagnie. Ces rencontres sont justifiées par des storylines – une rivalité entre catcheurs, la plupart du temps – ou par des qualifications survenues dans les shows de la TNA tels que Impact!. Tous les catcheurs possèdent un gimmick, c'est-à-dire qu'ils incarnent un personnage gentil (Face) ou méchant (Heel), qui évolue au fil des rencontres. Un événement comme Victory Road est donc un événement tournant pour les différentes storylines en cours.

## Tableau des matchs
| Ordre par numéros | Résultat                                                                                              | Stipulation(s) | Temps |
| --- | --- | --- | ----- |
| 1P | Yujiro Kushida bat Leon Slater par soumission                                                         | Match simple | 7:52  |
| 2P | Hammerstone et Jake Something battent Eric Young et Steve Maclin                                      | Tag Team match | 6:56  |
| 3 | The Hardy Boyz (Woken Matt et Jeff) bat First Cla$$ (A.J. Francis et KC Navarro)                      | Tag Team match | 9:39  |
| 4 | Mike Bailey bat Zachary Wentz (c)                                                                     | Match simple pour le TNA X Division Championship                                                                                | 17:43 |
| 5 | Spitfire (Dani Luna et Jody Threat) bat The Malisha (Alisha Edwards et Masha Slamovich) (c)           | Tag Team match pour les TNA Knockouts World Tag Team Championship Si Spitfire perd, les deux catcheuses vont devoir se séparer. | 11:09 |
| 6 | The System (Brian Myers et Eddie Edwards) (avec Alisha Edwards) bat ABC (Ace Austin et Chris Bey) (c) | Tag Team match pour les TNA World Tag Team Championship                                                                         | 15:31 |
| 7 | Joe Hendry bat Josh Alexander par soumission                                                          | Match simple | 16:52 |
| 8 | Jordynne Grace (c) bat Wendy Choo                                                                     | Match simple pour le TNA Knockouts World Championship                                                                           | 11:05 |
| 9 | Nic Nemeth (c) bat Moose                                                                              | Match simple pour le TNA World Championship                                                                                     | 19:39 |
| La lettre C placée entre parenthèses désigne la personne ou l’équipe championne en titre. P – indique que le match a eu lieu lors du pré-show | | |       |